# Susan Fletcher
Susan Fletcher (Birmingham, 1979) è una scrittrice britannica.

## Biografia
Nata a Birmingham nel 1979, vive e lavora a Stratford-upon-Avon.
Dopo aver studiato inglese all'Università di York, ha svolto un tirocino presso la HarperCollins prima di laurearsi in scrittura creativa alla University of East Anglia.
Nel 2004 ha fatto il suo esordio nella narrativa con il romanzo Eva Green, travagliata vicenda di formazione di una giovane orfana, risultando vincitrice di un Premio Costa e del Betty Trask Award.
Membra del Royal Literary Fund, in seguito ha pubblicato altri 6 romanzi.

## Opere
- Eve Green (2004), Milano, Mondadori, 2008 traduzione di Elena Sciarra ISBN 978-88-04-58082-9.
- Così diversa da me (Oystercatchers, 2007), Milano, Mondadori, 2009 traduzione di Dafne Calgaro ISBN 978-88-04-58718-7.
- La verità di Corrag (Corrag), Milano, Mondadori, 2010 traduzione di Maria Grazia Bosetti ISBN 978-88-04-60066-4.
- The Silver Dark Sea (2012)
- A Little in Love (2014)
- Let Me Tell You About a Man I Knew (2016)
- House of Glass (2018)

## Premi e riconoscimenti
- Costa Book Awards: 2004 vincitrice nella categoria "Romanzo d'esordio" con Eve Green
- Betty Trask Award: 2005 vincitrice con Eve Green